# أل يبرش
أل يبرش (بالإنجليزية: Al Burch)‏ هو لاعب كرة قاعدة أمريكي، ولد في 7 أكتوبر 1883 في ألباني في الولايات المتحدة، وتوفي في 5 أكتوبر 1926 في بروكلين في الولايات المتحدة.

## وصلات خارجية
- أل يبرش على موقعبيزبول رفرنس.كوم (الدوري الرئيسي) (الإنجليزية)
- أل يبرش على موقعبيزبول رفرنس.كوم (الدوري الثانوي) (الإنجليزية)